# Dystrykt Sokal
Dystrykt Sokal (niem. Kreisdistrikt Sokal) – jednostka administracyjna Cesarstwa Austrii w Królestwie Galicji i Lodomerii w latach 1775–1782, w obrębie cyrkułu bełskiego.

## Historia

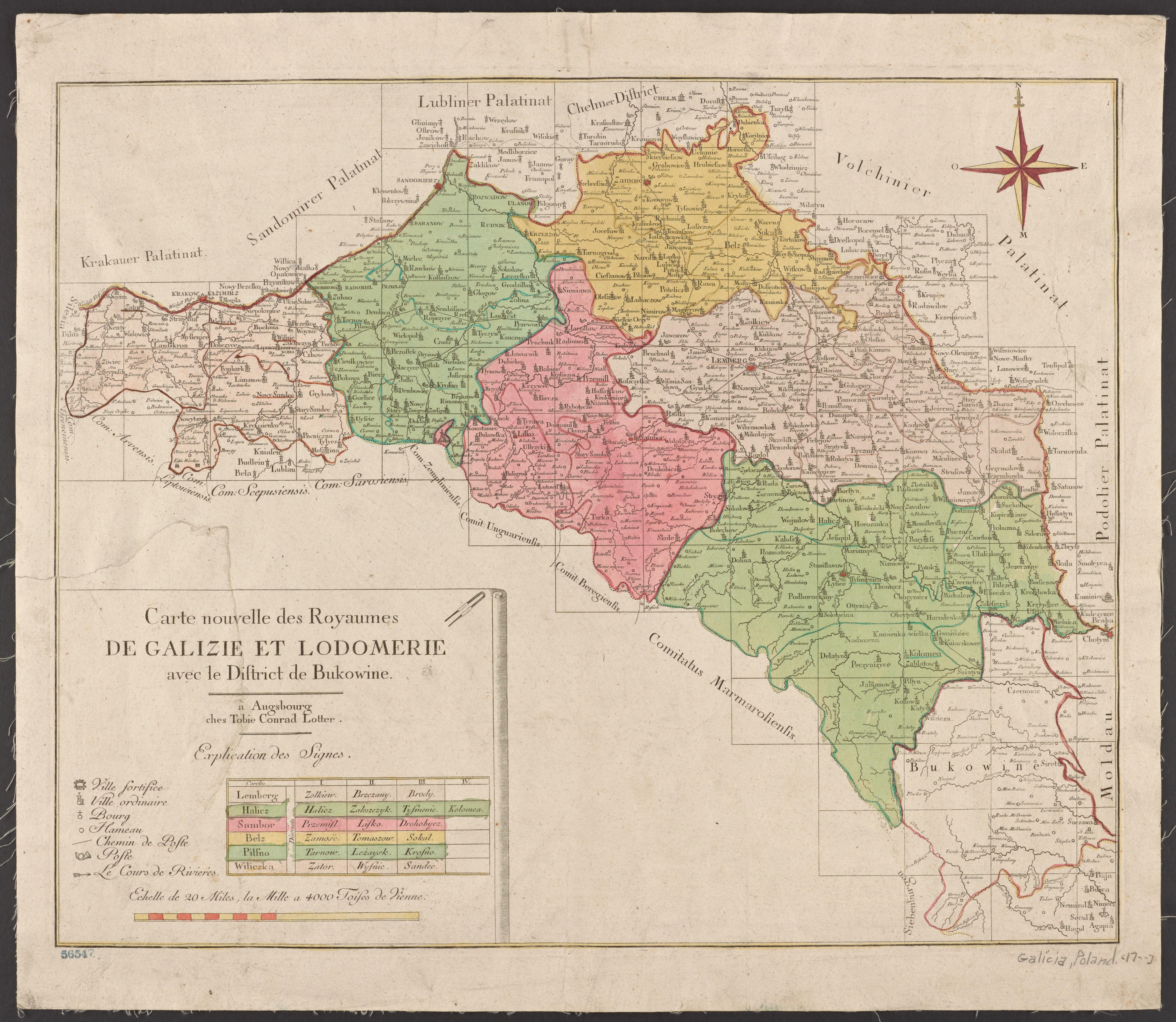
Dystrykt Sokal w granicach cyrkułu bełskiego (ok. 1780)

Dystrykt Sokal z siedzibą w Sokalu utworzono w 1775 roku na ziemiach polskich zagarniętych przez Austrię podczas I rozbioru.
Od 1773 roku Galicja była pod względem administracyjnym podzielona na sześć cyrkułów, które z kolei byly podzielone na 59 dystryktów. Jednak już na konferencji Kancelarii Nadwornej z 14 marca 1774 stwierdzono, że tak duża liczba dystryktów może być uzasadniona jedynie w sytuacji, kiedy przed naczelnikami stoją liczne i istotne zadania. W związku z tym ustalono ogólną zasadę, że konieczna będzie znaczna redukcja ich liczby. Zgodnie z tym stanowiskiem, 21 czerwca 1774 gubernator przedstawił swoje wnioski dotyczące reorganizacji. W odpowiedzi otrzymał dekret z 3 sierpnia 1774 roku, w którym poinformowano, że cesarzowa Maria Teresa Habsburg wyraziła zasadniczą zgodę na proponowane zmiany – pod warunkiem, że ich wdrożenie nie opóźni prac nad wprowadzeniem systemu podatkowego oraz regulacji urbarialnej. W kolejnym memoriale z 11 października 1774 gubernator przedstawił szczegółowy plan reorganizacji, który został zatwierdzony rezolucją Kancelarii Nadwornej z 14 marca 1775.
W efekcie tych działań liczba dystryktów w cyrkule bełskim została zredukowana z ośmiu do trzech. Jednym z nich był dystrykt Sokal, który utworzono z dotychczasowych dystryktów Uhnów i Witków. Południowa granica dystryktu miała postrzępiony kształt, z czterema długimi odnogami.
Siedzibą dystryktu został Sokal. Do dystryktu należały miasta: Bełz, Chołojów, Krystynopol, Magierów, Mosty Wielkie, Radziechów, Sokal, Sokołówka, Stojanów, Tartaków, Toporów, Uhnów, Waręż, Witków. Część z nich została w kolejnych latach sklasyfikowana jako miasteczka.

### Zmiana granicy polsko-austriackiej
Na uwagę zasługuje fakt, że granica polsko-austriacka w rejonie cyrkułu bełskiego była początkowo (od 1772) przesunięta na odcinku centralnym bardziej na północ i na wschód. Cyrkuł bełski objemował wówczas także południowe rejony województwa lubelskiego, całość województwa bełskiego oraz rozleglejsze terytorium województwa ruskiego. Na mocy porozumienia zawartego 9 lutego 1776 roku, Austria przekazała Polsce z powrotem znaczne obszary terytorialne, które zostały zajęte cztery lata wcześniej, a których łączna powierzchnia wynosiła blisko 2 500 km². Jednak zmiana ta objęła głównie dwa pozostałe dystryky cyrkułu bełskiego – Biłgoraj i Zamość. W obrębie dystryktu Sokal zmiana ta dotyczyła tylko niewielkiego fragmentu koło Krzyżowiec (włączono go do województwa wołyńskiego). Ostateczne wytyczenie granic miało miejsce na początku 1777 roku.

### Reforma i zniesienie dystryktu

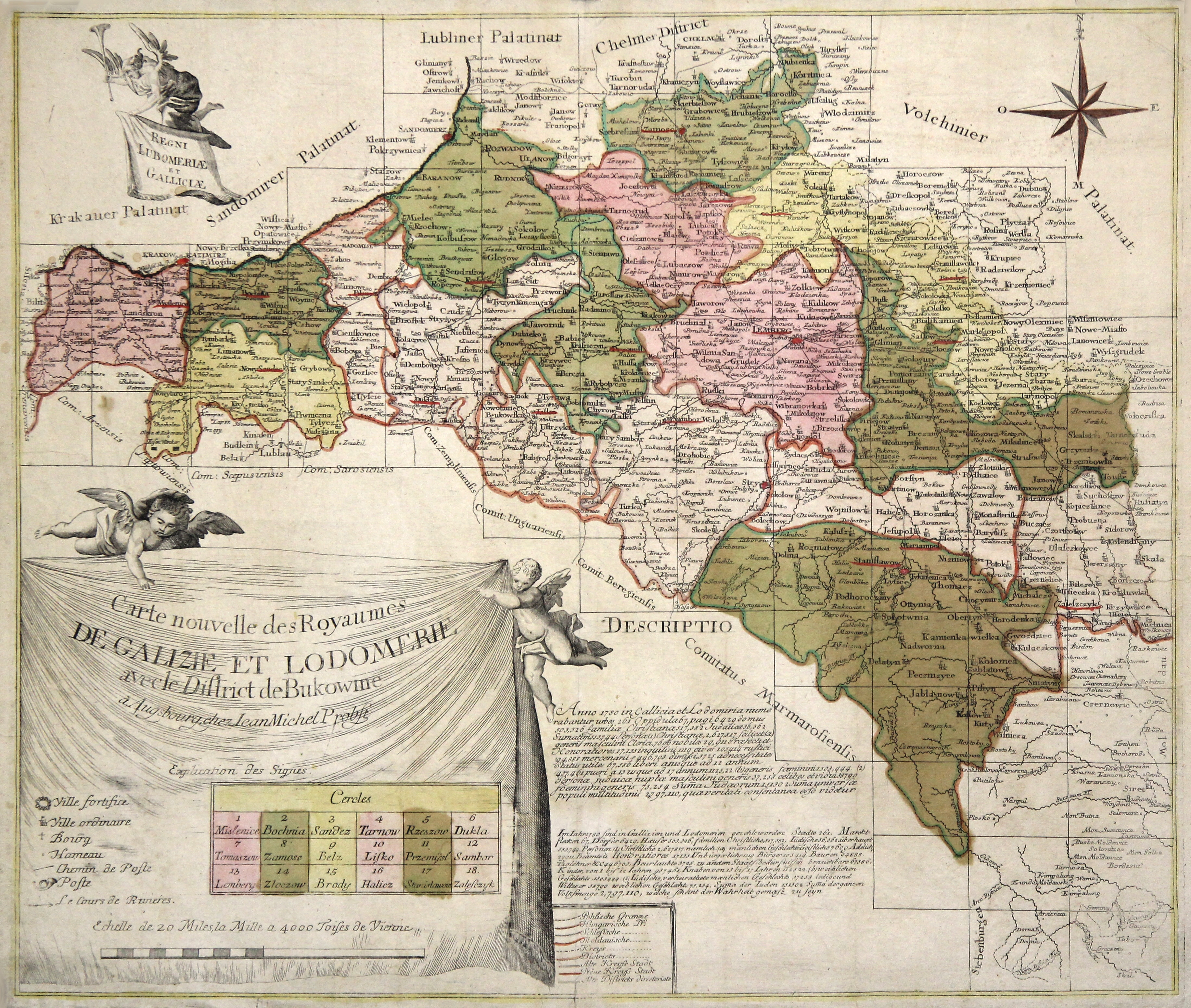
Projekt nowego podziału Galicji na cyrkuły z 1780 r.

2 września 1780 kancelaria nadworna wydała dekret, w którym poinformowała gubernatora o nowych decyzjach w sprawie organizacji administracyjnej. Cesarzowa Maria Teresa Habsburg już od dłuższego czasu planowała wprowadzenie reform mających na celu dostosowanie ustroju Galicji do zasad obowiązujących w niemieckich krajach dziedzicznych. Właśnie zapadła kluczowa decyzja o przekształceniu dotychczasowych dystryktów w cyrkuły. W związku z tym polecono rozpoczęcie prac nad opracowaniem planu reorganizacji. Jednocześnie określono główne wytyczne, które miały stanowić podstawę przy tworzeniu tego planu. Szczególny nacisk położono na to, aby siedziby władz cyrkułów znajdowały się możliwie jak najbliżej ich centrum. Choć zalecano, aby obszary poszczególnych cyrkułów były w miarę równe pod względem powierzchni, nie należało traktować tej zasady zbyt rygorystycznie – w przypadku istnienia ważnych powodów możliwe były odstępstwa od równomiernego podziału. Zwrócono również uwagę, że nie powinno się bez wyraźnej potrzeby zmieniać lokalizacji siedzib władz, ponieważ wiązałoby się to z licznymi trudnościami – między innymi z koniecznością przeniesienia archiwów, które przez osiem lat znacznie się rozrosły. Na zakończenie podkreślono wagę odpowiedniego doboru kadry kierowniczej do obsadzenia nowych stanowisk.
Zgodnie z przyjętymi wytycznymi opracowano memoriał z 1 grudnia 1780, w którym przedstawiono projekt nowego podziału administracyjnego Galicji na 18 mniejszych cyrkułów na bazie dotychczasowych osiemnastu dystryktów. Według tych założeń dystrykt Sokal miał być przekształcony w nowy cyrkuł sokalski. Plan ten został zatwierdzony i wszedł w życie w 1782 roku, co jednocześnie oznaczało zniesienie dystryktu Sokal (a zarazem cyrkułu bełskiego).